# Iwona Sielicka
Iwona Sielicka, z d. Skonecka (ur. 29 marca 1956 w Łodzi) – polska siatkarka, mistrzyni i reprezentantka Polski.

## Kariera sportowa
W 1976 zdobyła mistrzostwo Polski z zespołem ChKS Komunalni Łódź. Ze Startem Łódź wywalczyła wicemistrzostwo Polski w 1980 i brązowy medal mistrzostw Polski w 1979.
Z reprezentacją Polski juniorek zajęła 6. miejsce na mistrzostwach Europy w 1975. W reprezentacji Polski seniorek debiutowała 13 sierpnia 1975 w towarzyskim spotkaniu z Czechosłowacją. Wystąpiła na mistrzostwach Europy seniorek w 1975 (6. miejsce) i 1977 (4. miejsce) oraz mistrzostwach świata seniorek w 1978 (11. miejsce). Ostatni raz w biało-czerwonych barwach wystąpiła 1 lipca 1979 w towarzyskim spotkaniu z NRD. Łącznie w I reprezentacji wystąpiła w 102 meczach.
Jej córką jest siatkarka Katarzyna Sielicka.